# Zasadi (gmina Križevci)
Zasadi – wieś w Słowenii, w gminie Križevci. W 2018 roku liczyła 62 mieszkańców.